# 국새
국새(國璽)는 국가의 권리와 정통성을 상징하며, 왕위 계승 또는 국가 권력 이양의 징표로서 사용되는 도장이다. 외교 문서나 국가의 중요 문서에 날인하여 사용한다.

## 한국의 국새

### 대한민국의 국새

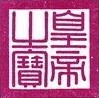
대한제국의 황제지보
대한민국임시정부의 인장
대한민국의 현행 국새

## 베트남사회주의공화국의 국새
베트남사회주의공화국은 현재 사각 인장은 더 이상 공식적으로 사용하지 않는다. 그렇다고 국새가 없는것은 아니고, 베트남의 공식 인장은 중앙에 베트남의 국장을 넣은 원형 모양이다. 정부 기관의 이름은 국가 휘장을 중심으로 반원형으로 배열한다.

베트남제국의 황제지보
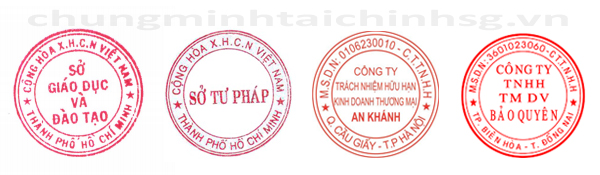
베트남사회주의공화국의 정부나 기관에서 사용하는 인장

## 중화민국의 국새
중화민국의 국새의 인문은 중화민국지새(中華民國之璽)를 새겼다. 재질은 비취이며, 13.3cm의 정방형으로, 무게는 약 3.2kg이다. 중국 국민당 정부가 북벌을 완성해 중국 국토를 통일한 후에 제조되어 1929년 10월 10일부터 사용되고 있다. 국새는 국서, 비준서, 접수서, 전권 증서, 영사 증서, 영사 위임장 등에 사용된다.
국새 외에 영전지새(榮典之璽)라는 도장도 쓰이고 있다. 영전지새의 재질은 연옥이며, 11.1cm의 정방형으로, 무게는 약 4.3kg이다. 이 도장은 1931년 7월 1일부터 사용되고 있으며, 훈장 수여 때 사용되고 있다.

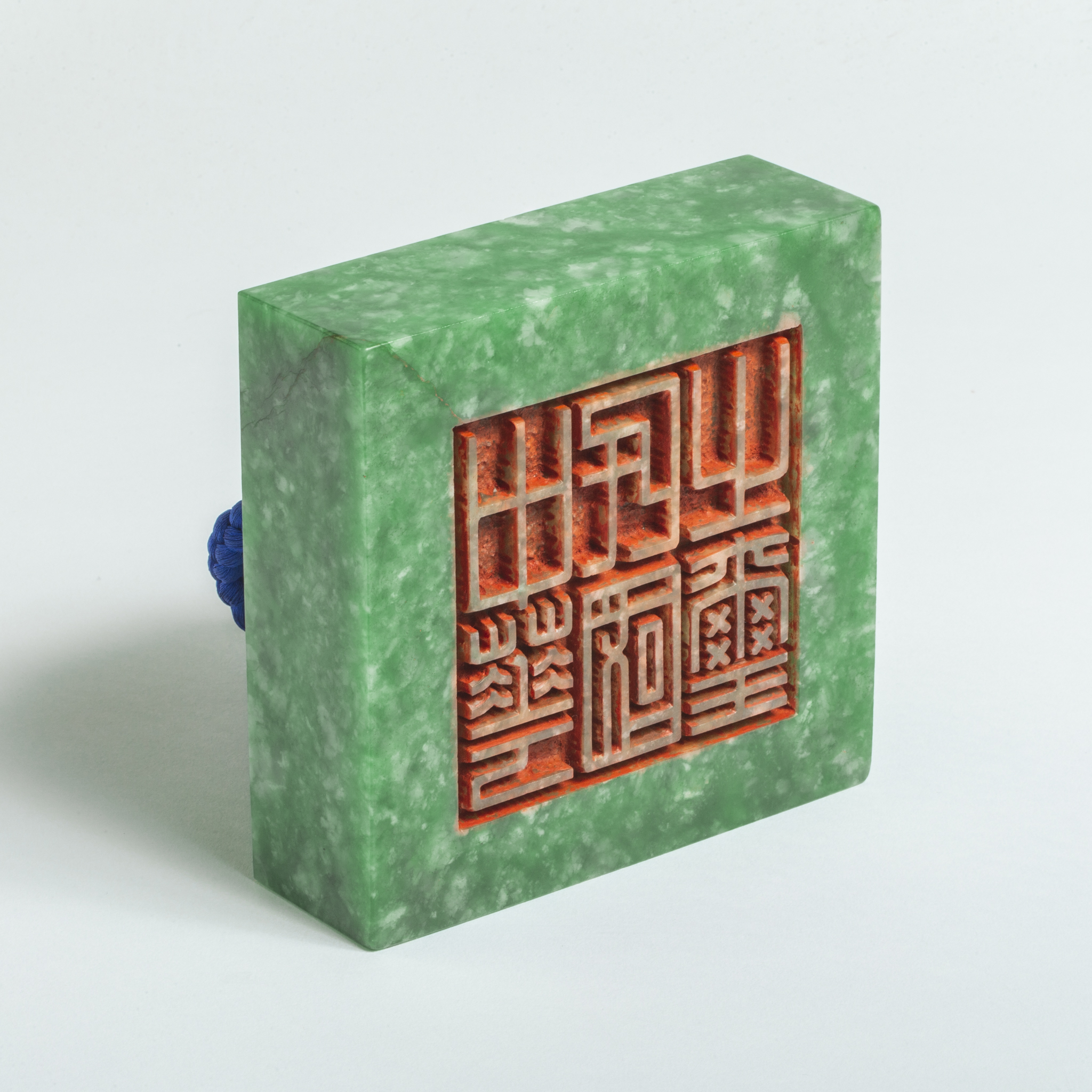
중화민국의 국새
중화민국의 국새의 인영
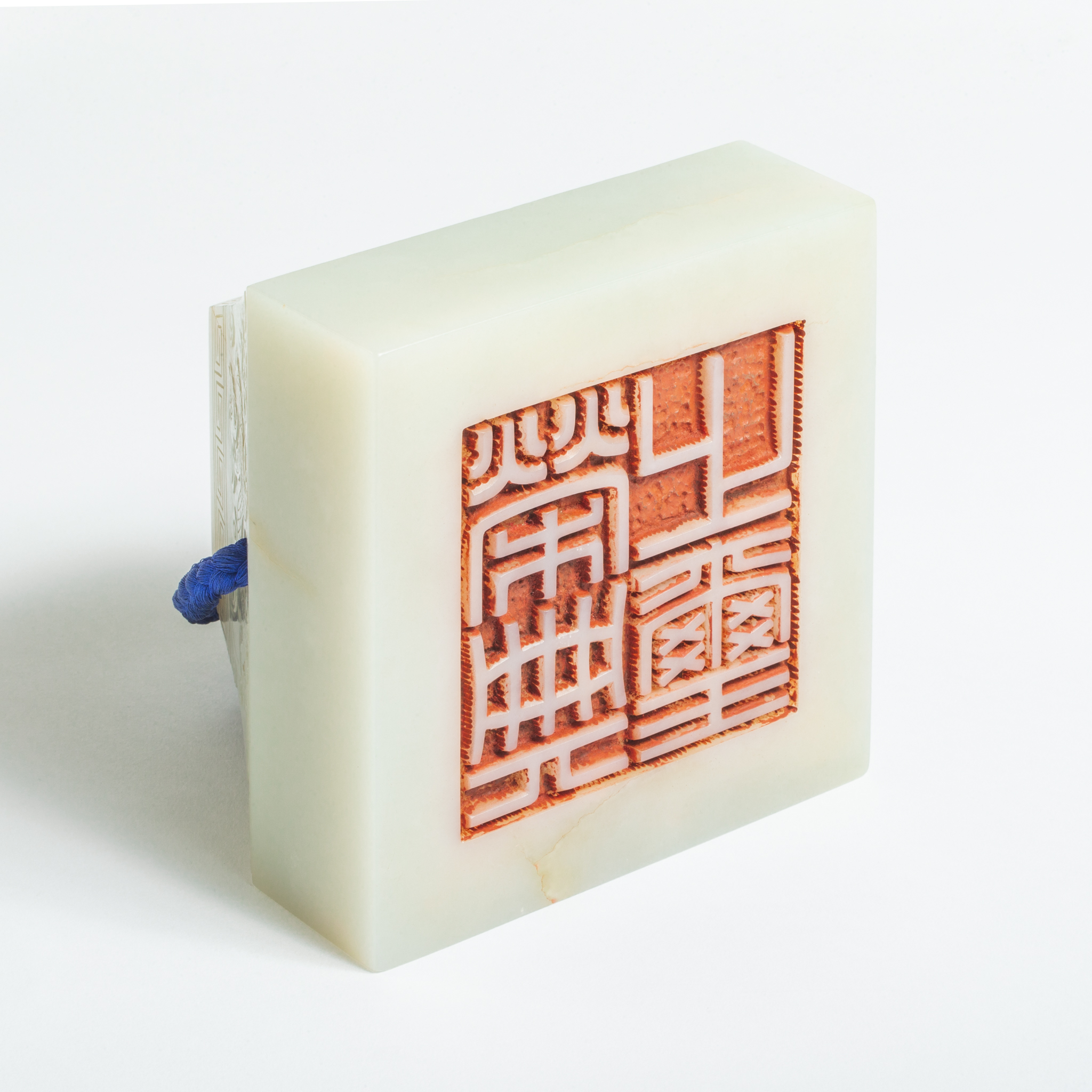
영전지새
영전지새의 인영

## 중화인민공화국의 국새
중화인민공화국의 국새는 1949년에 제작되었다. 재질은 청동이며, 중화인민공화국중앙인민정부지인(中華人民共和國中央人民政府之印)이라는 인문이 새겨져 있다. 국새는 1954년에 제1차 전국인민대표자회의 이후 사용하지 않고 국가박물관에 1급 국가문물로 보관되어 있다.

중화인민공화국의 국새의 인영

## 일본의 국새
일본의 국새는 금인이며, 인문은 대일본국새(大日本國璽)를 전서체로 새겼다. 인면은 약 9.09cm의 정방형으로, 무게는 약 3.50kg이다. 현행 국새는 1874년(메이지 7년) 4월에 제작하여 현재까지 사용하고 있다. 국새에 관한 법령은 없지만 메이지 시대 공포된 관련 칙령을 관례로 삼아 국새를 운용하고 있다. 이외에도 천황이 사용하는 천황어새(天皇御璽)가 있으며, 사용 빈도가 대일본국새보다 높다.

대일본국새의 인영
천황어새의 인영

## 서양의 국새

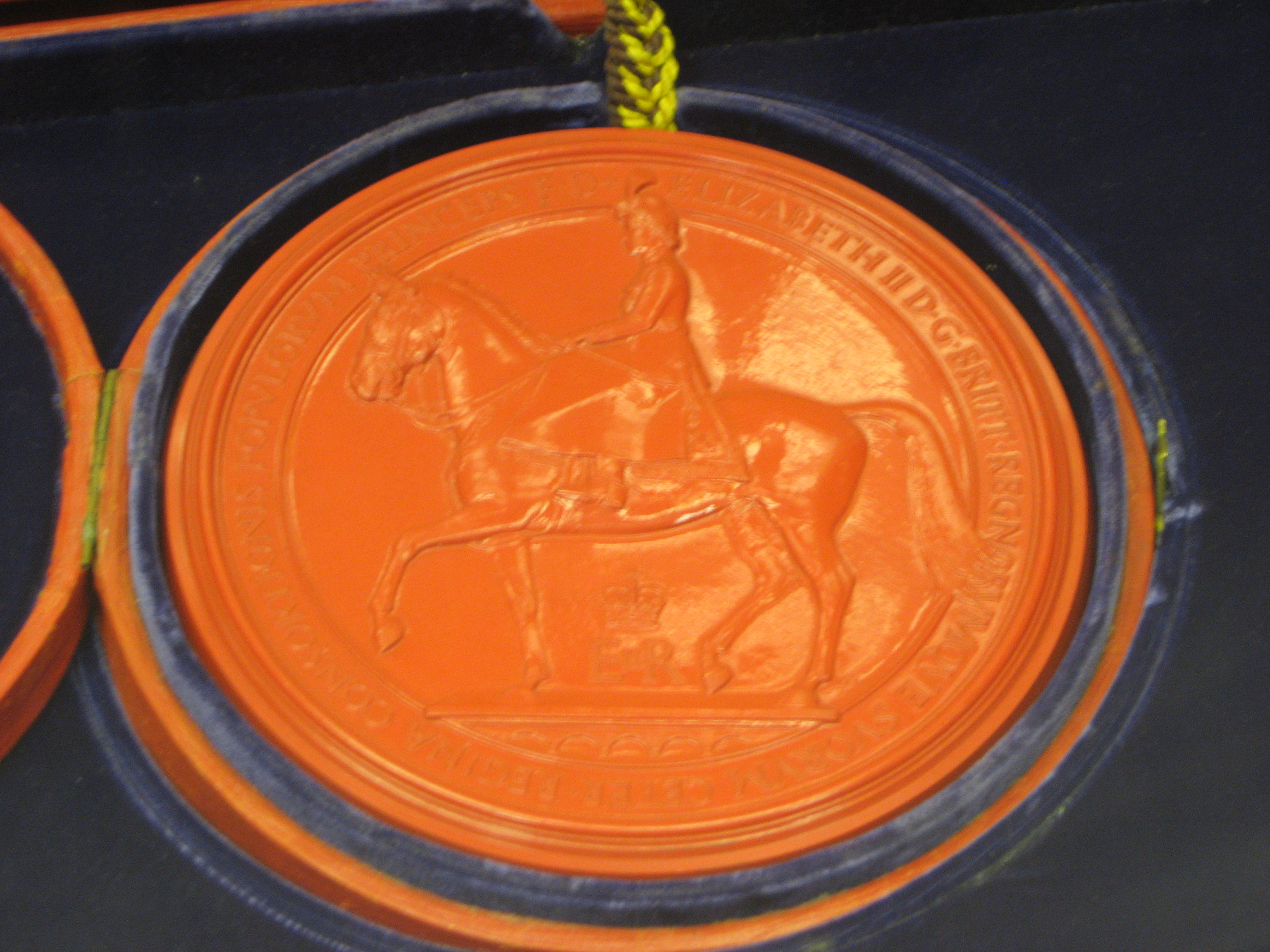
영국의 국새(1953년)

서양의 인장은 일반적으로 편평한 접시 모양이고 뒷면에 도안이 새겨져있는 것도 있다. 또한 동양의 인장처럼 인주를 찍어 누르는 것이 아니라 녹은 밀랍 위에서 누르는 형식을 취한다. 따라서 인영뿐만 아니라 입체적인 부각이 되어있다.

## 같이 보기
- 옥새
- 어보
- 관인